# Giovanni Battista Pedrozzi

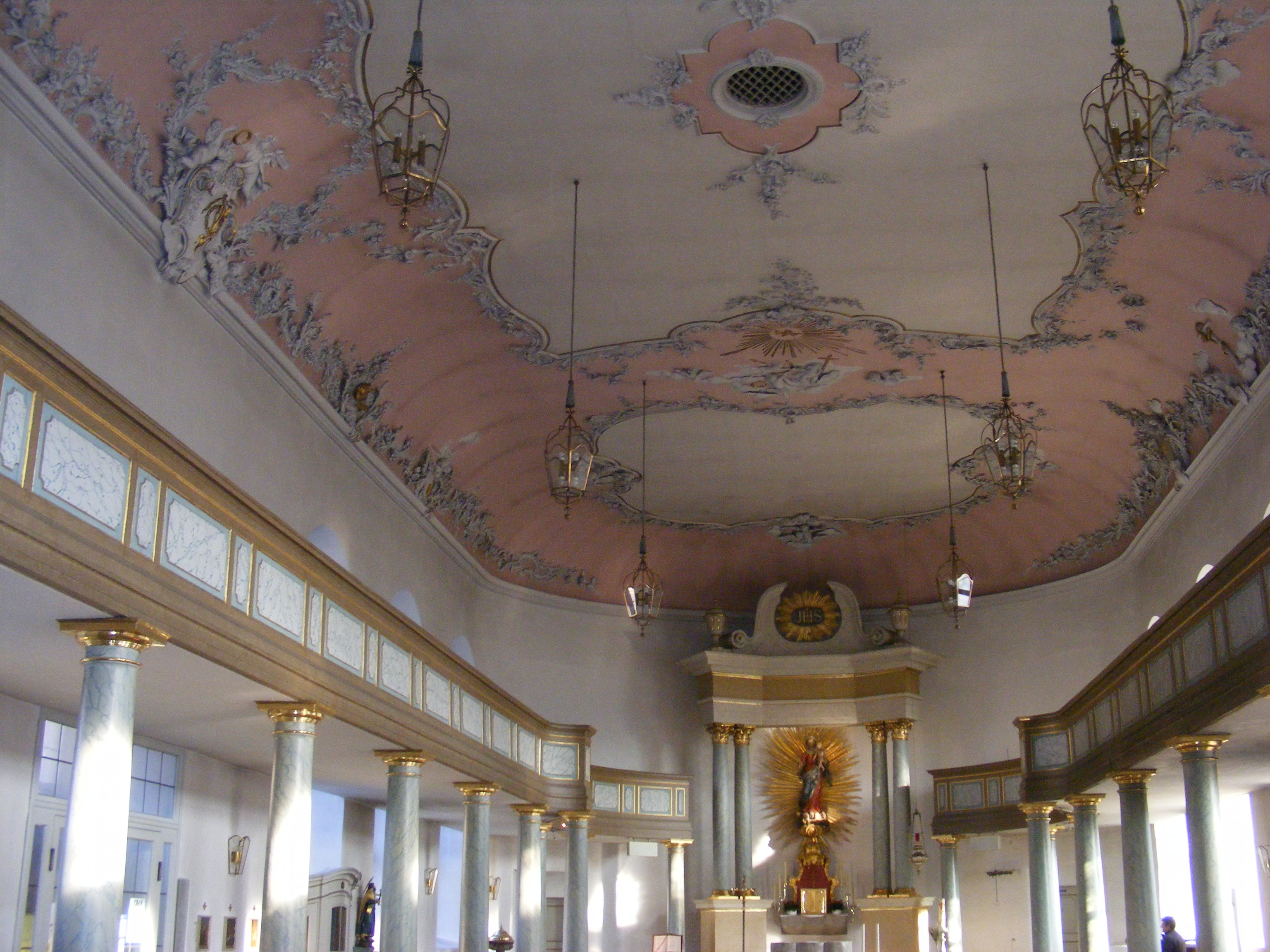
Stuckdecke der Schlosskirche Bayreuth

Giovanni Battista Pedrozzi (* 15. September 1711 in Pregassona, heute Lugano; † 5. Mai 1778 ebenda) war ein Schweizer Stuckateur und Bildhauer des Rokoko, der in Würzburg, Bayreuth und Berlin tätig war.

## Leben und Werke
Pedrozzi ist für das Jahr 1725 als Lehrling bei den Bauarbeiten am Kloster Ottobeuren bezeugt. 1735–1740 war er an der Dekoration des Würzburger fürstbischöflichen Schlosses beteiligt. Von 1742 bis 1746 arbeitete er an der Stuckierung der Festsäle der Heidecksburg in Rudolstadt.
1749 wurde Pedrozzi markgräflicher Hofstuckateur in Bayreuth, wo Friedrich III. und seine Frau Wilhelmine eine umfangreiche Bautätigkeit im Stil des „Bayreuther Rokoko“ entfalteten. Er schuf figurenreiche, oft halbplastische Ornamentierungen u. a. für den Schlossausbau in der Eremitage, die Schlosskirche und das Neue Schloss mit dem Italienischen Bau sowie an der Pfarrkirche in Neudrossenfeld.
1754 war er auch in Nürnberg als Stuckator zugelassen, war dort aber wegen seiner auswärtigen Arbeiten nur selten.
In Potsdam beteiligte er sich an der Ausschmückung des Neuen Palais und war auch als Bildhauer tätig.
1764 ging Pedrozzi als Modellierer an die neugegründete Königliche Porzellan-Manufaktur Berlin, wo er auf lebensgroße Tierfiguren spezialisiert war.